# Manoir de Puotila
Le Manoir de Puotila (finnois : Puotilan kartano) est un bâtiment situé dans la section Puotila du quartier Vartiokylä d'Helsinki en Finlande. 

## Description

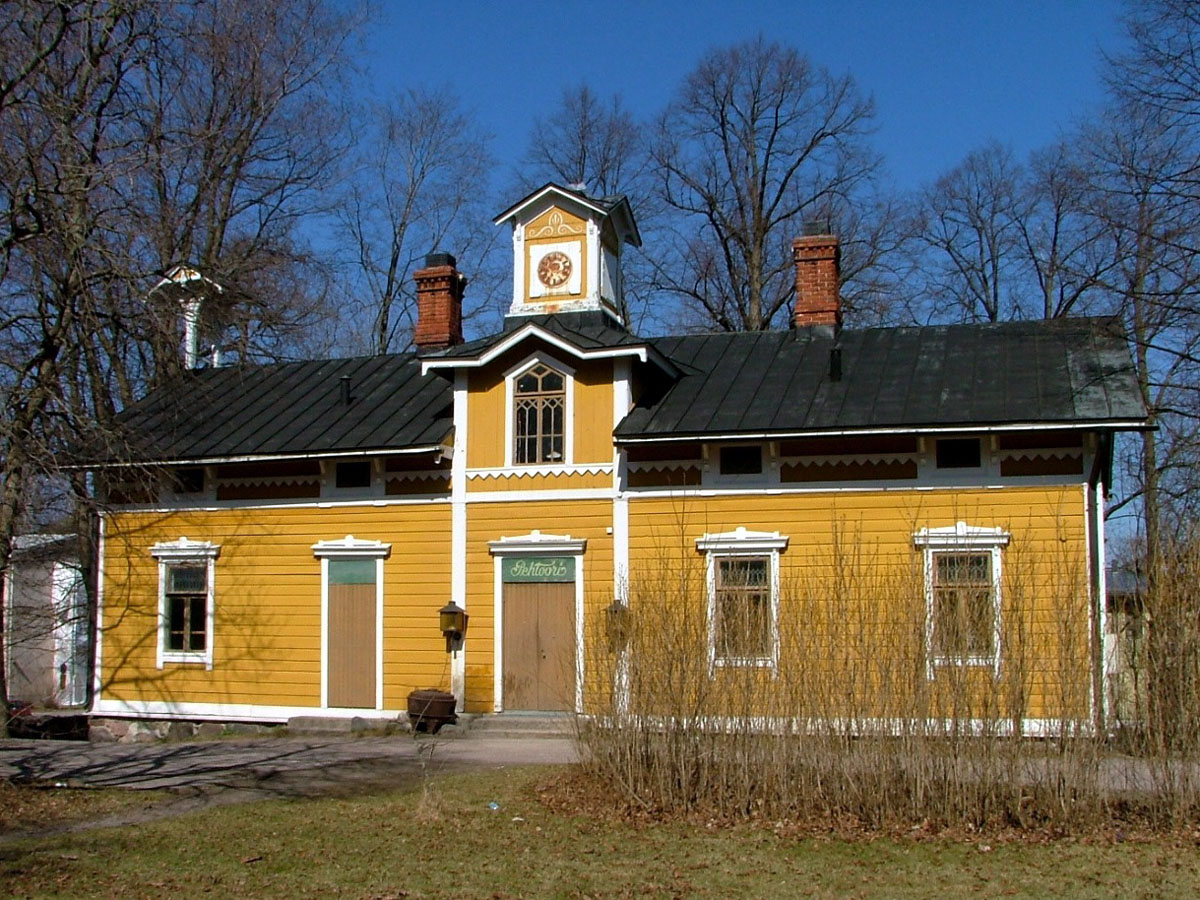
Bâtiment annexe du manoir.